# Jessie Burton
Jessie Burton (ur. 1982 w Londynie) – angielska pisarka.

## Życiorys
Urodziła się w 1982 roku w Londynie, w rodzinie architekta i nauczycielki. Wychowała się w londyńskiej dzielnicy Wimbledon. Studiowała anglistykę na Brasenose College w Oksfordzie, a później uczęszczała na zajęcia teatralne na The Royal Central School of Speech and Drama. Zanim rozpoczęła karierę pisarską, przez dziewięć lat pracowała jako aktorka i asystentka.
Zadebiutowała w 2014 roku powieścią Miniaturzystka. Rok wcześniej dzieło było przedmiotem aukcji na Targach Książki w Londynie, w której wzięło udział 11 wydawców, a prawa sprzedano do 29 krajów. Akcja powieści, której inspiracją był dom dla lalek Petronelli Oortman wystawiony w Rijksmuseum, toczy się w XVII-wiecznej Holandii. Dzieło ukazało się w 34 krajach i sprzedało się w ponad milionie egzemplarzy w przeciągu roku. Powieść została wyróżniona nagrodami Specsavers Book of the Year oraz Waterstones Book of the Year. W 2017 roku powstała dwuczęściowa adaptacja telewizyjna produkcji BBC.
Druga powieść Burton, Muza, również zdobyła dużą popularność, trafiając na listę bestsellerów dzienników „The Sunday Times” i „New York Times”. Osią pierwszej z dwóch opisanych historii są obrazy Olive Schloss, które powstawały w latach 30. w Hiszpanii, a sprzedano je za granicą jako prace jej ukochanego. Równolegle toczy się historia pisarki, która anonimowo wysyła swoje manuskrypty do redakcji w Londynie lat 60. Powieść przyniosła autorce kolejną nagrodę Specsavers Book of the Year.
W 2018 ukazała się jej pierwsza książka dla dzieci: Marzycielki, która powstała na motywach baśni Stańcowane pantofelki autorstwa Braci Grimm. W trzeciej powieści dla dorosłych, w której główną bohaterką jest starzejąca się pisarka, Burton powtórzyła zabieg dwutorowej narracji znany z Muzy.
Mieszka w Londynie.

## Twórczość
- 2014: The Miniaturist, wyd. pol.: Miniaturzystka. Anna Sak (tłum.). Wydawnictwo Literackie, 2014. ISBN 978-83-08-05428-4. Brak numerów stron w książce
- 2016: The Muse, wyd. pol.: Muza. Agnieszka Kuc (tłum.). Wydawnictwo Literackie, 2016. ISBN 978-83-08-06235-7. Brak numerów stron w książce
- 2018: Restless Girls, wyd. pol.: Marzycielki. Łukasz Małecki (tłum.). Wydawnictwo Literackie, 2019. ISBN 978-83-08-06825-0. Brak numerów stron w książce
- 2019: The Confession, wyd. pol.: Wyznanie. Łukasz Małecki (tłum.). Wydawnictwo Literackie, 2020. ISBN 978-83-08-07306-3. Brak numerów stron w książce
- 2021: Medusa
- 2022: The House of Fortune[10], wyd. pol.: Złoty dom. Anna Sak (tłum.). Wydawnictwo Literackie, 2023. ISBN 978-83-08-08104-4. Brak numerów stron w książce